# Las Guayabas, Sonora
Las Guayabas är en ort i Mexiko.   Den ligger i kommunen Etchojoa och delstaten Sonora, i den västra delen av landet, 1 400 km nordväst om huvudstaden Mexico City. Las Guayabas ligger 15 meter över havet och antalet invånare är 554.
Terrängen runt Las Guayabas är mycket platt. Runt Las Guayabas är det ganska tätbefolkat, med 58 invånare per kvadratkilometer. Närmaste större samhälle är Huatabampo, 9,2 km sydost om Las Guayabas. Trakten runt Las Guayabas består till största delen av jordbruksmark.